# Julius Bruck (Mediziner)

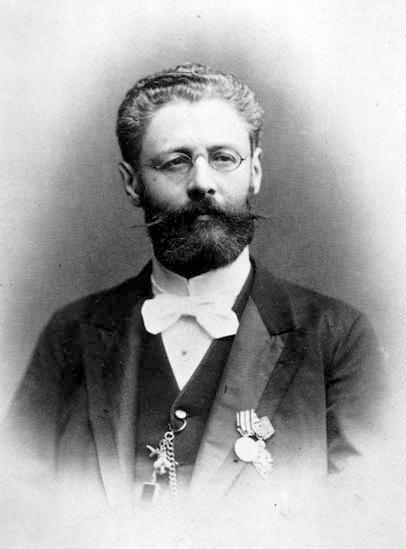
Julius Bruck, um 1880

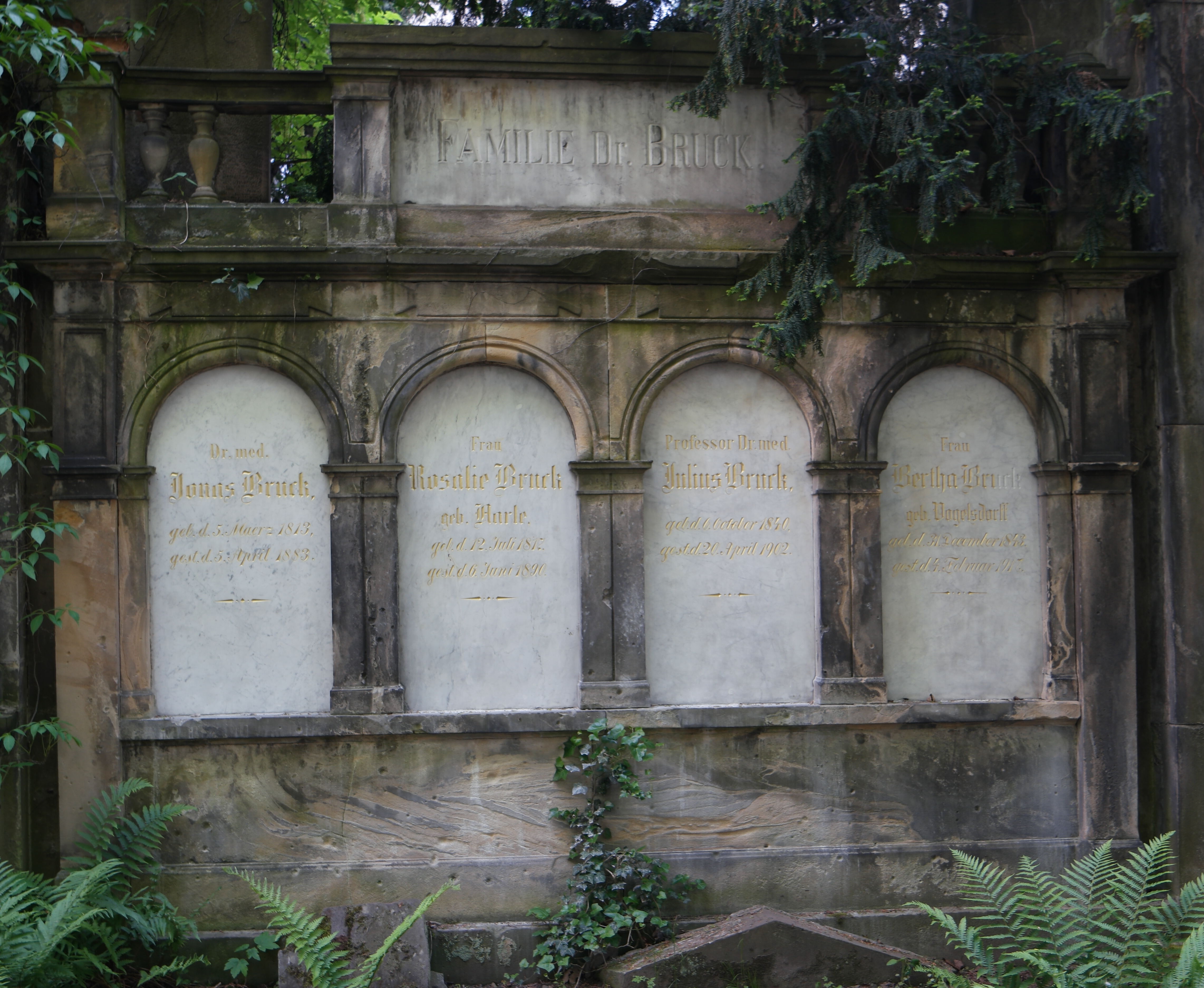
Grab von Julius Bruck auf dem Alten Jüdischen Friedhof in Breslau

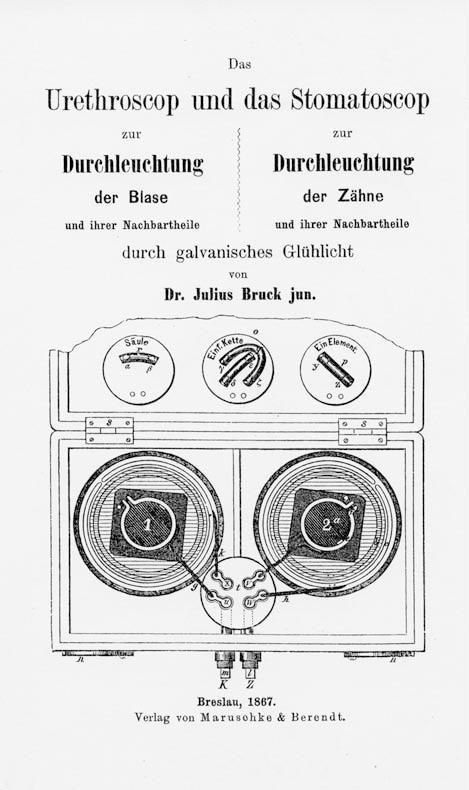
Das Urethroscop und Stomatoscop

Julius Bruck (* 6. Oktober 1840 in Breslau, Provinz Schlesien; † 20. April 1902 in Breslau) war ein deutscher Zahnarzt und Forscher. Durch seine Entwicklung des Stomatoscops zur Durchleuchtung der Zähne und des Urethroscops zur Durchleuchtung der Blase durch galvanisches Glühlicht gilt er als Pionier der Endoskopie.

## Leben und Wirken
Bruck war ein Sohn des Breslauer Zahnarztes Jonas Bruck (1813–1883). Er studierte Medizin und Zahnmedizin an der Universität Breslau in Berlin, Bonn und Paris; bestand im Jahr 1858 in Berlin die Staatsprüfung als Zahnarzt, promovierte im Jahr 1866 bei der Friedrich-Alexander-Universität Erlangen-Nürnberg zum Doktor der Medizin und erwarb im Jahr 1870 die Approbation als Arzt. Im Jahr 1859 wurde er Assistenzarzt in der Zahnarztpraxis seines Vaters in Breslau, habilitierte sich im Jahr 1871 in der Medizinischen Fakultät in Breslau mit der Habilitationsschrift Beiträge zur Pathologie und Histologie der Zahnpulpa. Eine zahnärztliche Abhandlung behufs seiner Habilitation als Privat-docent der Hochlöblichen medicinischen Fakultät der Königlichen Universität zu Breslau und erhielt im Jahr 1891 den Professorentitel.
Die Beisetzung fand auf dem Jüdischen Friedhof in Breslau statt.

## Werke
- Nonnulla de illa vi, quam uroscopia ad diagnosin morborum habet. Storch, Breslau 1859 (Dissertation, Universität Breslau, 1859).
- Das Urethroscop zur Durchleuchtung der Blase und ihrer Nachbartheile – und das Stomatoscop zur Durchleuchtung der Zähne und ihrer Nachbartheile durch galvanisches Glühlicht. Maruschke & Behrendt, Breslau 1867; französisch 1868.
- Die angeborenen und erworbenen Defekte des Gesichtes, der Kiefer, des harten und weichen Gaumens, auf künstlich plastischen Wege geschlossen, und für Aerzte, Chirurgen und Zahn-Aerzte dargestellt. Kern, Breslau 1870.
- Beiträge zur Histologie und Pathologie der Zahnpulpa. Eine zahnärztliche Abhandlung. Kern, Breslau 1871 (Habilitationsschrift, Universität Breslau, 1871).